# James Tait Black Memorial Prize
Il James Tait Black Memorial Prize è uno tra i più antichi e prestigiosi premi letterari per libri scritti in lingua inglese, ed è tra i più antichi premi letterari della Gran Bretagna. Basato presso l'Università di Edimburgo, i premi sono stati fondati da Janet Coutts Black nel 1919, in memoria del marito James Tait Black, un partner della casa editrice di A & C Black Ltd.

## Vincitori famosi
Quattro vincitori del Premio Nobel per la letteratura sono stati prima riconosciuti dal James Tait Black Prima: Sir William Golding, Nadine Gordimer e J. M. Coetzee hanno vinto il premio per la narrativa, mentre Doris Lessing ha ricevuto il premio per la biografia. In aggiunta ad essi, Sir Ronald Ross, la cui autobiografia 1923 Memoirs, Etc. ha ricevuto il premio biografia, aveva già ottenuto un premio Nobel nel 1902 (Premio Nobel per la medicina) per il suo lavoro sulla malaria.
Altre importanti figure letterarie che hanno ricevuto il premio includono David Herbert Lawrence, Arnold Bennett, E. M. Forster, John Buchan, Robert Graves, Graham Greene, Evelyn Waugh, Muriel Spark, J. G. Ballard, Angela Carter, Margaret Drabble e Salman Rushdie.
Vincitori più recenti includono Graham Swift, Zadie Smith, Martin Amis e Ian McEwan.

## Processo di selezione e gestione del premio
Sono ammesse al processo di selezione solo quelle opere di narrativa e di biografia scritte in inglese e pubblicate per la prima volta in Gran Bretagna nei 12 mesi prima della data di presentazione. Entrambi i premi possono andare allo stesso autore, ma nessun premio può essere assegnato allo stesso autore in più di un'occasione.
I vincitori sono scelti dal professore di letteratura inglese presso l'Università, che è assistito, nello stilare la rosa dei candidati, da studenti di dottorato in fase. All'assegnazione dei premi per il 2006, l'editore di Cormac McCarthy ha commentato positivamente il processo di selezione rilevando che, in assenza di uno sponsor e di altri media letterari nella giuria, la decisione è presa da "... studenti e professori, il cui unico e reale interesse sono grandi libri e grande scrittura".
Il lascito iniziale è stato integrato dall'Università e, di conseguenza, il valore del premio è salito da £ 6.000 a £ 20.000 dal 2005. Per lo sviluppo e alla gestione del premio, l'Università è assistita da un piccolo comitato che tra i suoi membri comprende Ian Rankin, Alexander McCall Smith e James Naughtie.

## Albo d'oro
| Anno | Premio per la narrativa                                                                                               | Premio per la biografia                                                                                     |
| ---- | --- | --- |
| 1919 | Hugh Walpole, The Secret City                                                                                         | Henry Festing Jones, Samuel Butler, Author of Erewhon (1835-1902) - A Memoir                                |
| 1920 | David Herbert Lawrence, La ragazza perduta (The Lost Girl)                                                            | G. M. Trevelyan, Lord Grey of the Reform Bill                                                               |
| 1921 | Walter de la Mare, Memorie di una donna in miniatura (Memoirs of a Midget)                                            | Lytton Strachey, La regina Vittoria (Queen Victoria)                                                        |
| 1922 | David Garnett, Lady into Fox                                                                                          | Percy Lubbock, Earlham                                                                                      |
| 1923 | Arnold Bennett, Riceyman Steps                                                                                        | Sir Ronald Ross, Memoirs, Etc.                                                                              |
| 1924 | E. M. Forster, Passaggio in India (A Passage to India)                                                                | Rev. William Wilson, The House of Airlie                                                                    |
| 1925 | Liam O'Flaherty, Il traditore (The Informer)                                                                          | Geoffrey Scott, The Portrait of Zelide                                                                      |
| 1926 | Radclyffe Hall, Adam's Breed                                                                                          | Reverend Dr H. B. Workman, John Wyclif: A Study of the English Medieval Church                              |
| 1927 | Francis Brett Young, Portrait of Clare                                                                                | H. A. L. Fisher, James Bryce, Viscount Bryce of Dechmont, O.M.                                              |
| 1928 | Siegfried Sassoon, Memoirs of a Fox-Hunting Man                                                                       | John Buchan, Montrose                                                                                       |
| 1929 | John Boynton Priestley, I buoni compagni (The Good Companions)                                                        | David Cecil, The Stricken Deer: or The Life of Cowper                                                       |
| 1930 | E. H. Young, Miss Mole                                                                                                | Francis Yeats-Brown, Lives of a Bengal Lancer                                                               |
| 1931 | Kate O'Brien, Senza mantello (Without My Cloak)                                                                       | J. Y. R. Greig, David Hume                                                                                  |
| 1932 | Helen Simpson, Boomerang                                                                                              | Stephen Gwynn, The Life of Mary Kingsley                                                                    |
| 1933 | A. G. Macdonell, England, Their England                                                                               | Violet Clifton, The Book of Talbot                                                                          |
| 1934 | Robert Graves, Io, Claudio (I, Claudius) e Il divo Claudio e sua moglie Messalina (Claudius the God)                  | J. E. Neale, Regina Elisabetta (Queen Elizabeth)                                                            |
| 1935 | L. H. Myers, The Root and the Flower                                                                                  | Raymond Wilson Chambers, Thomas More                                                                        |
| 1936 | Winifred Holtby, South Riding                                                                                         | Edward Sackville West, A Flame in Sunlight: The Life and Work of Thomas de Quincey                          |
| 1937 | Neil M. Gunn, Highland River                                                                                          | Lord Eustace Percy, John Knox                                                                               |
| 1938 | Cecil Scott Forester, A Ship of the Line e Flying Colours                                                             | Sir Edmund Chambers, Samuel Taylor Coleridge                                                                |
| 1939 | Aldous Huxley, Dopo molte estati (After Many a Summer)                                                                | David C. Douglas, English Scholars                                                                          |
| 1940 | Charles Morgan, The Voyage                                                                                            | Hilda F. M. Prescott, Spanish Tudor: Mary I of England                                                      |
| 1941 | Joyce Cary, La casa delle onde (A House of Children)                                                                  | John Gore, King George V                                                                                    |
| 1942 | Arthur Waley, Traduzione di Lo scimmiotto (The Monkey) di Wu Cheng'en                                                 | Lord Ponsonby of Shulbrede, Henry Ponsonby: Queen Victoria's Private Secretary                              |
| 1943 | Mary Lavin, Tales from Bective Bridge                                                                                 | G. G. Coulton, Fourscore Years                                                                              |
| 1944 | Forrest Reid, Young Tom                                                                                               | C. V. Wedgwood, William the Silent                                                                          |
| 1945 | L. A. G. Strong, Travellers                                                                                           | D. S. MacColl, Philip Wilson Steer                                                                          |
| 1946 | Oliver Onions, Poor Man's Tapestry                                                                                    | Richard Aldington, A Life of Wellington: The Duke                                                           |
| 1947 | L. P. Hartley, Eustace and Hilda                                                                                      | Rev. C. C. E. Raven, English Naturalists from Neckham to Ray                                                |
| 1948 | Graham Greene, Il nocciolo della questione (The Heart of the Matter)                                                  | Percy A. Scholes, The Great Dr Burney                                                                       |
| 1949 | Emma Smith, The Far Cry                                                                                               | John Connell, W. E. Henley                                                                                  |
| 1950 | Robert Henriques, Attraverso la valle (Through the Valley)                                                            | Cecil Woodham-Smith, Florence Nightingale                                                                   |
| 1951 | Chapman Mortimer, Father Goose                                                                                        | Noel Annan, Leslie Stephen                                                                                  |
| 1952 | Evelyn Waugh, Uomini alle armi (Men at Arms)                                                                          | G. M. Young, Stanley Baldwin                                                                                |
| 1953 | Margaret Kennedy, Troy Chimneys                                                                                       | Carola Oman, Sir John Moore                                                                                 |
| 1954 | Charles Percy Snow, The New Men e The Masters                                                                         | Keith Feiling, Warren Hastings                                                                              |
| 1955 | Ivy Compton-Burnett, Madre e figlio (Mother and Son)                                                                  | R. W. Ketton-Cremer, Thomas Gray                                                                            |
| 1956 | Rose Macaulay, The Towers of Trebizond                                                                                | St. John Greer Ervine, George Bernard Shaw                                                                  |
| 1957 | Anthony Powell, Nel salotto di lady Molly (At Lady Molly's)                                                           | Maurice Cranston, Life of John Locke                                                                        |
| 1958 | Angus Wilson, Una signora di mezza età (The Middle Age of Mrs Eliot)                                                  | Joyce Hemlow, The History of Fanny Burney                                                                   |
| 1959 | Morris West, L'avvocato del diavolo (The Devil's Advocate)                                                            | Christopher Hassall, Edward Marsh                                                                           |
| 1960 | Rex Warner, Imperial Caesar                                                                                           | Adam Fox, The Life of Dean Inge                                                                             |
| 1961 | Jennifer Dawson, The Ha-Ha                                                                                            | M. K. Ashby, Joseph Ashby of Tysoe                                                                          |
| 1962 | Ronald Hardy, Act of Destruction                                                                                      | Meriol Trevor, Newman: The Pillar and the Cloud e Newman: Light in Winter                                   |
| 1963 | Gerda Charles, A Slanting Light                                                                                       | Georgina Battiscombe, John Keble: A Study in Limitations                                                    |
| 1964 | Frank Tuohy, The Ice Saints                                                                                           | Elizabeth Longford, Victoria R.I.                                                                           |
| 1965 | Muriel Spark, La porta di Mandelbaum (The Mandelbaum Gate)                                                            | Mary Moorman, William Wordsworth: The Later Years 1803-1850                                                 |
| 1966 | Christine Brooke-Rose, Such Aidan Higgins, Una tarda estate (Langrishe, Go Down)                                      | Geoffrey Keynes, The Life of William Harvey                                                                 |
| 1967 | Margaret Drabble, Jerusalem The Golden                                                                                | Winifred Gérin, Charlotte Brontë: The Evolution of Genius                                                   |
| 1968 | Maggie Ross, The Gasteropod                                                                                           | Gordon Haight, George Eliot                                                                                 |
| 1969 | Elizabeth Bowen, Eva Trout                                                                                            | Antonia Fraser, Mary, Queen of Scots                                                                        |
| 1970 | Lily Powell, The Bird of Paradise                                                                                     | Jasper Ridley, Lord Palmerston                                                                              |
| 1971 | Nadine Gordimer, Un ospite d'onore (A Guest of Honour)                                                                | Julia Namier, Lewis Namier                                                                                  |
| 1972 | John Berger, G. | Quentin Bell, Virginia Woolf                                                                                |
| 1973 | Iris Murdoch, The Black Prince                                                                                        | Robin Lane Fox, Alexander the Great                                                                         |
| 1974 | Lawrence Durrell, Monsieur, o Il principe delle tenebre (Monsieur: or, The Prince of Darkness)                        | John Wain, Samuel Johnson                                                                                   |
| 1975 | Brian Moore, The Great Victorian Collection                                                                           | Karl Miller, Cockburn's Millennium                                                                          |
| 1976 | John Banville, Doctor Copernicus                                                                                      | Ronald Hingley, A New Life of Čechov                                                                        |
| 1977 | John le Carré, L'onorevole scolaro (The Honourable Schoolboy)                                                         | George Painter, Chateaubriand: Volume 1 - The Longed-For Tempests                                           |
| 1978 | Maurice Gee, Plumb | Robert Gittings, The Older Hardy                                                                            |
| 1979 | William Golding, L'oscuro visibile (Darkness Visible)                                                                 | Brian Finney, Christopher Isherwood: A Critical Biography                                                   |
| 1980 | J. M. Coetzee, Aspettando i barbari (Waiting for the Barbarians)                                                      | Robert B. Martin, Tennyson: The Unquiet Heart                                                               |
| 1981 | Salman Rushdie, I figli della mezzanotte (Midnight's Children) Paul Theroux, Costa delle zanzare (The Mosquito Coast) | Victoria Glendinning, Edith Sitwell: Unicorn Among Lions                                                    |
| 1982 | Bruce Chatwin, Sulla collina nera (On the Black Hill)                                                                 | Richard Ellmann, James Joyce                                                                                |
| 1983 | Jonathan Keates, Allegro Postillions                                                                                  | Alan Walker, Franz Liszt: The Virtuoso Years                                                                |
| 1984 | J. G. Ballard, L'impero del sole (Empire of the Sun) Angela Carter, Notti al circo (Nights at the Circus)             | Lyndall Gordon, Virginia Woolf: A Writer's Life                                                             |
| 1985 | Robert Edric, Winter Garden                                                                                           | David Nokes, Jonathan Swift: A Hypocrite Reversed                                                           |
| 1986 | Jenny Joseph, Persephone                                                                                              | Dame Felicitas Corrigan, Helen Waddell                                                                      |
| 1987 | George Mackay Brown, The Golden Bird: Two Orkney Stories                                                              | Ruth Dudley Edwards, Victor Gollancz: A Biography                                                           |
| 1988 | Piers Paul Read, A Season in the West                                                                                 | Brian McGuinness, Wittgenstein, A Life: Young Ludwig (1889-1921)                                            |
| 1989 | James Kelman, A Disaffection                                                                                          | Ian Gibson, Federico García Lorca: A Life                                                                   |
| 1990 | William Boyd, Brazzaville Beach                                                                                       | Claire Tomalin, The Invisible Woman: The Story of Nelly Ternan and Charles Dickens                          |
| 1991 | Iain Sinclair, Downriver n                                                                                            | Adrian Desmond e James Moore, Darwin                                                                        |
| 1992 | Rose Tremain, Sacred Country                                                                                          | Charles Nicholl, The Reckoning: The Murder of Christopher Marlowe                                           |
| 1993 | Caryl Phillips, Crossing the River                                                                                    | Richard Holmes, Dr Johnson and Mr Savage                                                                    |
| 1994 | Alan Hollinghurst, La stella di Espero (The Folding Star)                                                             | Doris Lessing, Sotto la pelle : la mia autobiografia, primo volume 1919-1949 (Under My Skin)                |
| 1995 | Christopher Priest, The Prestige                                                                                      | Gitta Sereny, In lotta con la verità (Albert Speer: His Battle with the Truth)                              |
| 1996 | Graham Swift, Ultimo giro (Last Orders) Alice Thompson, Justine                                                       | Diarmaid MacCulloch, Thomas Cranmer: A Life                                                                 |
| 1997 | Andrew Miller, Il talento del dolore (Ingenious Pain)                                                                 | R. F. Foster, W. B. Yeats: A Life, Volume 1 - The Apprentice Mage 1965-1914                                 |
| 1998 | Beryl Bainbridge, Master Georgie                                                                                      | Peter Ackroyd, The Life of Thomas More                                                                      |
| 1999 | Timothy Mo, Renegade, or Halo2                                                                                        | Kathryn Hughes, George Eliot: The Last Victorian                                                            |
| 2000 | Zadie Smith, Denti bianchi (White Teeth)                                                                              | Martin Amis, Esperienza (Experience)                                                                        |
| 2001 | Sid Smith, Something Like a House                                                                                     | Robert Skidelsky, John Maynard Keynes: Volume 3 - Fighting for Britain 1937-1946                            |
| 2002 | Jonathan Franzen, Le correzioni (The Corrections)                                                                     | Jenny Uglow, The Lunar Men: The Friends Who Made the Future 1730-1810                                       |
| 2003 | Andrew O'Hagan, Bravissima (Personality)                                                                              | Janet Browne, Charles Darwin: Volume 2 - The Power of Place                                                 |
| 2004 | David Peace, GB84 | Jonathan Bate, John Clare: A Biography                                                                      |
| 2005 | Ian McEwan, Sabato (Saturday)                                                                                         | Sue Prideaux, Edvard Munch: Behind the Scream                                                               |
| 2006 | Cormac McCarthy, La strada (The Road)                                                                                 | Byron Rogers, The Man Who Went into the West: The life of R. S. Thomas                                      |
| 2007 | Rosalind Belben, Our Horses in Egypt                                                                                  | Rosemary Hill, God's Architect: Pugin and the Building of Romantic Britain                                  |
| 2008 | Sebastian Barry, Il segreto (The Secret Scripture)                                                                    | Michael Holroyd, A Strange Eventful History                                                                 |
| 2009 | Antonia Susan Byatt, Il libro dei bambini (The Children's Book)                                                       | John Carey, William Golding: The Man Who Wrote Lord of the Flies                                            |
| 2010 | Tatjana Soli, The Lotus Eaters                                                                                        | Hilary Spurling, Burying the Bones: Pearl Buck in China                                                     |
| 2011 | Padgett Powell, You and I                                                                                             | Fiona MacCarthy, The Last Pre-Raphaelite: Edward Burne-Jones and the Victorian Imagination                  |
| 2012 | Alan Warner, The Deadman's Pedal                                                                                      | Tanya Harrod, The Last Sane Man: Michael Cardew, Modern Pots, Colonialism and the Counterculture            |
| 2013 | Jim Crace, Il raccolto (Harvest)                                                                                      | Hermione Lee, Penelope Fitzgerald: A Life                                                                   |
| 2014 | Zia Haider Rahman, Alla luce di quello che sappiamo (In the Light of What We Know)                                    | Richard Benson, The Valley: A Hundred Years in the Life of a Family                                         |
| 2015 | Benjamin Markovits, Esperimento americano (You Don't Have to Live Like This)                                          | James S. Shapiro, 1606, Shakespeare and the Year of Lear                                                    |
| 2016 | Eimear McBride, Bohémien Minori (The Lesser Bohemians)                                                                | Laura Cumming, The Vanishing Man                                                                            |
| 2017 | Eley Williams, Attrib. and other stories                                                                              | Craig Brown, Ma'am Darling: Ninety-Nine Glimpses of Princess Margaret                                       |
| 2018 | Olivia Laing, Crudo                                                                                                   | Lindsey Hilsum, In Extremis: The Life and Death of the War Correspondent Marie Colvin                       |
| 2019 | Lucy Ellmann, Ducks, Newburyport                                                                                      | George Szirtes, The Photographer at Sixteen                                                                 |
| 2020 | Shola Von Reinhold, Lote                                                                                              | Doireann Ní Ghríofa, Un fantasma in gola (A Ghost in the Throat)                                            |
| 2021 | Keith Ridgway, A Shock                                                                                                | Amit Chaudhuri, Finding the Raga: An Improvisation on Indian Music                                          |
| 2022 | Barbara Kingsolver, Demon Copperhead                                                                                  | Darryl Pinckney, Come Back in September: A Literary Education on West Sixty-seventh Street, Manhattan       |
| 2023 | Alexis Wright, Praiseworthy                                                                                           | Iman Mersal, Traces of Enayat Ian Penman, Fassbinder. Migliaia di specchi (Fassbinder Thousands of Mirrors) |
| 2024 | Marieke Lucas Rijneveld, Mia diletta (Mijn lieve gunsteling)                                                          | Lamia Ziade, My Great Arab Melancholy                                                                       |